# ایوانا فوزو
ایوانا فوزو (انگلیسی: Ivana Fuso؛ زادهٔ ۱۲ مارس ۲۰۰۱) بازیکن فوتبال اهل برزیل است.
از باشگاه‌هایی که در آن بازی کرده‌است می‌توان به باشگاه فوتبال زنان منچستر یونایتد و باشگاه فوتبال فرایبورگ اشاره کرد.
وی همچنین در تیم‌های ملی فوتبال Germany women's national under-15 football team, Germany women's national under-16 football team, Germany women's national under-17 football team, Germany women's national under-19 football team، و زنان برزیل بازی کرده‌است.